# Чаплеві
Чаплеві (Ardeidae) — родина птахів ряду пеліканоподібних (Pelecaniformes). Прибережні птахи великих і середніх розмірів з довгим дзьобом, шиєю та ногами.

## Поширення
Поширені на всіх континентах (відсутні в Арктиці й Антарктиці). Населяють береги водойм і болота.

## Морфологічні ознаки
Птахи від великих до дрібних розмірів: сіра чапля масою до 2 кг, індійський бугайчик — близько 100 г. Характерна довга шия, у якій до 20 видовжених хребців; особливості будови шиї обмежують бічні рухи та визначають здатність різко згинати та розгинати її, діючи дзьобом, як списом. Дзьоб довгий, конічний, загострений та стиснутий з боків, з наскрізними ніздрями та довгим, тонким язиком. Кігті лап довгі, на внутрішньому боці середнього пальця є щербини у вигляді гребінця. Куприкова залоза у чаплевих розвинута слабко, та для запобігання намокання оперення виробляється так званий порошковий пух, що виділяється пудретками — особливими ділянками шкіри на грудях, попереку та (рідше) на череві. З пудреток безперервно ростуть особливі розгалужені та крихкі пухові пера, вершини яких постійно обламуються, утворюючи пудру, що нагадує тальк. Гребінцем середнього пальця птахи зішкрібають пудру з пудреток та поширюють по оперенню, яке завдяки цьому не намокає. Крило тупе, першорядних махових пер 11, хвіст короткий, прямий з 5—6 пар стернових пер.
Літають повільно, при цьому витягують лапи назад, а шию втягують та вона виглядає S-подібно, чим відрізняються у польоті від схожих на них лелек, ібісів та косарів, які, навпаки, витягують шию.

## Біологія
Моногами. Гніздяться переважно великими колоніями, іноді змішаними з іншими видами даної родини та бакланами. Гнізда будують на деревах великих кущах, заломах очерету, рідше на землі. Кладка у великих видів складається з 2—5 зеленувато-блакитних яєць, у дрібних — до 9. Кількість відкладених яєць варіює по роках та залежить від географічного положення. У птахів, які мешкають в екстремальних умовах, кладки більші (ймовірно, цим компенсується велика загибель молодих птахів). Насиджують обидва члени пари. Тривалість інкубації 17—30 днів. Пташенята вилуплюються голими або з рідким пухом та не повністю відкритими очима. На початку постембріонального періоду самка обігріває та захищає пташенят, а годує їх самець, надалі корм приносять обидва партнери. Пташенята залишаються у гнізді до 4—5 тижнів у дрібних видів та до 8 у великих видів.

## Живлення
Живляться чаплі переважно дрібною рибою, земноводними, молюсками, ракоподібними, великими комахами, дрібними рептиліями, деякі великі види — гризунами, розміром до ховраха. Як і більшість рибоїдних птахів, жертву заковтують з голови.
Основний спосіб полювання — завмирання і вистежування здобичі із засідки за допомогою зору, а потім — удар крізь воду. Іноді здобич не захоплюється дзьобом, а протикається, втім, це трапляється рідко. При ударі чапля робить поправку на спотворення напрямку світлових хвиль під водою і бере нижче видимої здобичі. Іноді чапля здатна годинами стояти нерухомо у напруженій «незручній» позі. Такий спосіб полювання характерний у видів, які схильні до одиночного способу життя. Відомі й групові полювання без довгого чатування, деякі види постійно рухаються, каламутячи воду і хапаючи сполоханих риб.

## Систематика
Родина включає 19 сучасних родів за версією IOC World Bird List (версія 8.2) та низку викопних форм:
- Підродина Бушлині (Tigriornithinae)
  - Широкодзьобий квак (Cochlearius) — 1 вид
  - Бушля (Tigrisoma) — 3 види
  - Смугаста бушля (Tigriornis) — 1 вид
  - Лісова бушля (Zonerodius) — 1 вид
  - †Taphophoyx —  викопний, відомий з міоцену Флориди
- Підродина Бугайні (Botaurinae)
  - Гова (Zebrilus) — 1 вид
  - Бугайчик (Ixobrychus) — 9 видів
  - Бугай (Botaurus) — 4 види
  - †Pikaihao — викопний, відомий з міоцену
- Підродина Квачні (Nycticoracinae)
  - †Zeltornis — викопний, відомий з міоцену
  - Квак (Nycticorax) — 6 видів
  - Nyctanassa — 2 види
  - Короткодзьобий квак (Gorsachius) — 4 види
- Підродина Чаплині (Ardeinae)
  - Мангрова чапля (Butorides) — 3 види
  - Агамія (Agamia) — 1 вид
  - Неотропічна чапля (Pilherodius) — 1 вид
  - Жовта чапля (Ardeola) — 6 видів
  - Єгипетська чапля (Bubulcus) — 2 види
  - †Proardea — викопний з олігоцену
  - Чапля (Ardea) — 12 видів
  - Чапля-свистун (Syrigma) — 1 вид
  - Чепура (Egretta) — 13 видів
- Невирішені викопні роди:
  - Calcardea
  - Xenerodiops
  - Ardeagradis
  - Proardeola
  - Matuku